# Screeching Weasel
Screeching Weasel és un grup de punk rock estatunidenc originari de Prospect Heights. El grup el van formar l'any 1986 el cantant Ben Weasel i el guitarrista John Jughead, i des de llavors ha comptat amb diverses formacions. Ben Weasel n'és l'únic membre permanent, tot i que Jughead va romandre-hi fins al 2009.
A més de Ramones, Ben Weasel considera bandes com Black Flag, DOA, The Dickies i Zero Boys com a referències de Screeching Weasel.
Molts grups de punk rock i pop punk posteriors d'èxit citen a Screeching Weasel com a influència. Blink-182 va versionar-ne la cançó «The Girl Next Door» a l'àlbum Buddha, i el guitarrista Tom Delonge va referir-s'hi com una de les seves majors influències. També Green Day (el baixista Mike Dirnt havia tocat anteriorment a Screeching Weasel), The All-American Rejects (el guitarrista dels quals, Mike Kennerty, va produir First World Manifesto, Carnival of Schadenfreude, Baby Fat -Act I i Some Freaks of Atavism ), New Found Glory, Eve 6, Bowling for Soup, MxPx, altres grups de Chicago com Rise Against, Fall Out Boy, Allister i Alkaline Trio, i el grup de ska punk Less Than Jake.

## Discografia

### Àlbums d'estudi
- Screeching Weasel (Underdog Records, 1987)
- Boogadaboogadaboogada! (Roadkill Records, 1988)
- My Brain Hurts (Lookout! Records, 1991)
- Ramones (Selfless Records, 1992)
- Wiggle (Lookout! Records, 1993)
- Anthem for a New Tomorrow (Lookout! Records, 1993)
- How to Make Enemies and Irritate People (Lookout! Records, 1994)
- Bark Like a Dog (Fat Wreck Chords, 1996)
- Television City Dream (Fat Wreck Chords, 1998)
- Emo (Panic Button Records, 1999)
- Teen Punks in Heat (Panic Button Records, 2000)
- First World Manifesto (Fat Wreck Chords, 2011)
- Baby Fat: Act I (Recess Records, 2015)
- Some Freaks of Atavism (Monona Music, 2020)
- The Awful Disclosures of Screeching Weasel (Monona Music, 2022)[11]

### EP, senzills i compartits
- Screeching Weasel / Moving Targets split with Moving Targets (What Goes On Records, 1988) [Promo-only Release]
- Punkhouse (Limited Potential Records, 1989)
- Pervo Devo (Shred of Dignity Records, 1991)
- Snappy Answers to Stupid Questions (Selfless Records, 1992)
- Happy, Horny, Gay and Sassy (Selfless Records, 1992)
- Screeching Weasel / Pink Lincolns split with Pink Lincolns (VML Records, 1993)
- "Radio Blast" (Underdog Records, 1993)
- You Broke My Fucking Heart (Lookout! Records, 1993)
- Screeching Weasel / Born Against split 7-inch/CD with Born Against (Lookout! Records, 1993)
- "Suzanne Is Getting Married" (Lookout! Records, 1994)
- Formula 27 (Vermiform Records, 1996)
- Major Label Debut (Panic Button Records, 1998)
- Jesus Hates You (Panic Button Records, 1999)
- Carnival of Schadenfreude (Recess Records, 2011)
- Christmas Eve / New Years Eve (Monona Music, 2017)

### Àlbums recopilatoris
- Kill the Musicians (Lookout! Records, 1995)
- Beat Is on the Brat (Panic Button Records, 1998)
- Thank You Very Little (Panic Button Records, 2000)
- Weasel Mania (Fat Wreck Chords, 2005)[12]
- All Night Garage Sale (Monona Records, 2018)
- Suburban Vermin (Monona Records, 2020)